# Outbreak Management Team
Het Outbreak Management Team (OMT) is een Nederlands adviesorgaan dat de minister van Volksgezondheid, Welzijn en Sport (VWS) en de Ministeriële Commissie Crisisbeheersing (MCCb) adviseert bij de bestrijding van een epidemie; het advies beperkt zich tot de medische invalshoek van de epidemie, zoals ook uit de samenstelling van het team blijkt. Het OMT is onder meer geactiveerd bij de varkensgriepuitbraak in 2009, de Q-koortsepidemie, de Ebola-uitbraak in West-Afrika in 2014 en de coronacrisis in Nederland sinds 2020. Vanaf 28 maart 2024 komt het OMT bijeen in verband met de mazelen.
Het OMT wordt opgeroepen door de directeur van het onderzoeksinstituut Centrum Infectieziektebestrijding (CIb) van het Rijksinstituut voor Volksgezondheid en Milieu wanneer bestaande richtlijnen of draaiboeken te weinig houvast bieden. De voorzitter is de directeur van het CIb, de secretaris is het hoofd van de Landelijke Coördinatie Infectieziektebestrijding (LCI).
Het overleg is vertrouwelijk. De leden hebben een geheimhoudingsverklaring getekend en spreken op persoonlijke titel. De notulen worden gemaakt door een beleidsmedewerker van de LCI.

## Juridische basis
De Wet publieke gezondheid art. 7 lid 1 bepaalt dat de minister van Volksgezondheid, Welzijn en Sport leiding geeft aan de bestrijding van een epidemie en de voorzitters van de veiligheidsregio's kan opdragen hoe de bestrijding ter hand te nemen, waaronder begrepen het opdragen tot het toepassen van de maatregelen.

## Samenstelling
Het OMT bestaat uit vaste leden en deskundigen op oproepbasis, op het gebied van infectieziekten en gezondheidszorg. De vaste leden zijn vertegenwoordigers van beroepsorganisaties. Artsen-microbiologen vanuit de Nederlandse Vereniging voor Medische Microbiologie (NVMM), huisartsen vanuit het Nederlands Huisartsen Genootschap (NHG), internisten-infectiologen vanuit de Vereniging voor Infectieziekten (VIZ), artsen infectieziektebestrijding vanuit het Landelijk Overleg Infectieziektebestrijding (voorzitter LOI), en een arboprofessional via het Arbo Management Team (AMT). In geval van een uitbraak met zoönosen is de decaan van de Faculteit Diergeneeskunde van de Universiteit Utrecht vast lid en vicevoorzitter.
Deskundigen die op oproepbasis ingeschakeld worden zijn virologen, internisten, gynaecologen, kinderartsen, longartsen, epidemiologen en andere specialisten die afhankelijk van het onderwerp, als expert voor het OMT worden uitgenodigd en/of voorgedragen door hun corresponderende beroepsvereniging.
In het Arbo Management Team voor beroepsgebonden infectieziekten zitten onder meer R. Houba, Caroline Kolkman en Jaap Maas.

## Inzet tijdens de coronacrisis
Het Outbreak Management Team kwam vanwege de coronacrisis in Nederland op vrijdag 24 januari 2020 bijeen om advies uit te brengen over bestrijdingsmaatregelen in Nederland nadat op 22 en 23 januari de 'Emergency Committee' van de Wereldgezondheidsorganisatie bijeen was gekomen.
Hierbij luidde het advies onder meer om corona-infectie als een A-ziekte te beschouwen. Overleggen vonden plaats op 27 februari, 12 en 23 maart, en 6 april 2020. Op 30 maart kwam het team bijeen als Outbreak Management Team Cariben om advies uit de brengen over de coronacrisis in Caribisch Nederland.
Tijdens de coronacrisis bestond het team onder meer uit de volgende leden:

### Vaste OMT-leden
- Jaap van Dissel, RIVM, voorzitter[4][16]
- Masja Loogman, huisarts en wetenschappelijk medewerker NHG[14][16]
- Jaap Maas, klinisch arbeidsdeskundige bij AMC en Nederlands Centrum voor Beroepsziekten, leidt het Arbeidsmanagementsteam (onderdeel van het OMT)[17][16][15]
- Anja Schreijer, arts maatschappij & gezondheid, infectieziektebestrijding, Gemeentelijke Gezondheidsdienst Amsterdam, voorzitter ad interim Landelijk Overleg Infectieziekten
- Aura Timen, RIVM, secretaris[4][16]
- Annelies Verbon, hoogleraar infectieziekten Erasmus MC, namens de Nederlandse Vereniging voor Internist-infectiologen[4][16]
- Ann Vossen, Leids Universitair Medisch Centrum, voorzitter van de Nederlandse Vereniging voor Medische Microbiologie (NVMM)[4][18][16]
- Anne de Vries, arts infectieziektebestrijding GGD Kennemerland[14][16]

### Overige deskundigen
- Pauline Ellerbroek, Internist-infectioloog Universitair Medisch Centrum Utrecht / calamiteitenhospitaal[16]
- Patricia Houtman, Deskundige infectiepreventie Spaarne gasthuis / VHIG[16]
- Menno de Jong, hoogleraar medische microbiologie Amsterdam AMC[14][16]
- Marion Koopmans, hoogleraar virologie aan de Erasmus Universiteit[19][16]
- Ariene Rietveld, Arts M & G infectieziektebestrijding GGD Hart voor Brabant / RAC[16]
- Noud Schel, Arts KLM Health Services[16]
- Margreet Vos, hoogleraar medische microbiologie Erasmus MC[14]
- Diederik Gommers vanuit de Nederlandse Vereniging voor Intensive Care (NVIC) vanwege de druk op de intensieve zorg[20]
- Christian Hoebe, hoogleraar sociale geneeskunde Universiteit Maastricht[21]
- Jim van Steenbergen, voormalig arts infectieziektebestrijding bij de Landelijke Coördinatie Infectieziektebestrijding van het RIVM[22]
- Jan Kluytmans, hoogleraar klinische microbiologie aan het Utrecht UMC[23]
- Emile Schippers, internist-infectioloog HagaZiekenhuis en voorzitter van de Vereniging voor Infectieziekten[14]
- Alexander Friedrich, hoogleraar medische microbiologie UMCG[14]
- Marc Bonten, hoogleraar medische microbiologie UMC Utrecht[14]
- Andreas Voss, hoogleraar Infectiepreventie Radboud UMC[14]
- Nienke Nieuwenhuizen, voorzitter Verenso[14]
- Sjaak de Gouw, portefeuillehouder infectieziekten GGD Nederland[14]
- Károly Illy, voorzitter Nederlandse Vereniging voor Kindergeneeskunde (NVK)

### RIVM-deskundigen
- Sabine Bantjes, Arts M & G infectieziektebestrijding RIVM, CIb, LCI[16]
- Peter Molenaar, Deskundige infectieziektepreventie RIVM, CIb, LCI, LCHV[16]
- Jacco Wallinga, epidemioloog, hoogleraar LUMC en hoofd modellering van infectieziekten bij RIVM[14][16]
- Chantal Reusken, viroloog bij RIVM[14][16]
- Daan Notermans, arts-microbioloog bij RIVM[14][16]
- Wim van der Hoek, epidemioloog en hoofd afdeling Respiratoire infecties RIVM[14][16]
- Corien Swaan, arts infectieziektebestrijding, hoofd Preventie & Bestrijding RIVM[14][16]
- Kevin Kosterman, communicatieadviseur RIVM[14][16]